# Пољана (Пожаревац)
Пољана је насеље у Србији у општини Пожаревац у Браничевском округу. Према попису из 2022. било је 1197 становника.

## Демографија
У насељу Пољана живи 1265 пунолетних становника, а просечна старост становништва износи 42,8 година (40,4 код мушкараца и 45,1 код жена). У насељу има 483 домаћинства, а просечан број чланова по домаћинству је 3,33.
Ово насеље је великим делом насељено Србима (према попису из 2002. године), а у последња три пописа, примећен је пад у броју становника.
|  |

| Демографија | Демографија | Демографија |
| Година      | Становника  | Становника  |
| ----------- | ----------- | ----------- |
| 1948.       | 2.774       |             |
| 1953.       | 2.867       |             |
| 1961.       | 2.712       |             |
| 1971.       | 2.519       |             |
| 1981.       | 2.302       |             |
| 1991.       | 2.153       | 1.833       |
| 2002.       | 1.610       | 2.040       |
| 2011.       | 1.502       |             |

| Етнички састав према попису из 2002.‍ | Етнички састав према попису из 2002.‍ | Етнички састав према попису из 2002.‍ | Етнички састав према попису из 2002.‍ | Етнички састав према попису из 2002.‍ |
| ------------------------------------ | ------------------------------------ | ------------------------------------ | ------------------------------------ | ------------------------------------ |
|                                      |                                      |                                      |                                      |                                      |
| Срби                                 | Срби                                 |                                      | 1.590                                | 98,75%                               |
| Румуни                               | Румуни                               |                                      | 7                                    | 0,43%                                |
| Македонци                            | Македонци                            |                                      | 3                                    | 0,18%                                |
| непознато                            | непознато                            |                                      | 10                                   | 0,62%                                |

| Година пописа     | 1948. | 1953. | 1961. | 1971. | 1981. | 1991. | 2002. |
| ----------------- | ----- | ----- | ----- | ----- | ----- | ----- | ----- |
| Број домаћинстава | 659   | 661   | 670   | 649   | 572   | 551   | 483   |

| Број чланова      | 1   | 2   | 3  | 4  | 5  | 6  | 7  | 8 | 9 | 10 и више | Просек |
| ----------------- | --- | --- | -- | -- | -- | -- | -- | - | - | --------- | ------ |
| Број домаћинстава | 106 | 102 | 69 | 59 | 68 | 45 | 25 | 9 | 0 | 0         | 3,33   |

| Пол    | Укупно | Неожењен/Неудата | Ожењен/Удата | Удовац/Удовица | Разведен/Разведена | Непознато |
| ------ | ------ | ---------------- | ------------ | -------------- | ------------------ | --------- |
| Мушки  | 633    | 156              | 420          | 36             | 20                 | 1         |
| Женски | 685    | 85               | 425          | 154            | 21                 | 0         |
| УКУПНО | 1.318  | 241              | 845          | 190            | 41                 | 1         |

| Пол    | Укупно                    | Пољопривреда, лов и шумарство | Рибарство                            | Вађење руде и камена | Прерађивачка индустрија       |
| ------ | ------------------------- | ----------------------------- | ------------------------------------ | -------------------- | ----------------------------- |
| Мушки  | 368                       | 222                           | 0                                    | 3                    | 33                            |
| Женски | 245                       | 194                           | 0                                    | 1                    | 11                            |
| УКУПНО | 613                       | 416                           | 0                                    | 4                    | 44                            |
| Пол    | Производња и снабдевање   | Грађевинарство                | Трговина                             | Хотели и ресторани   | Саобраћај, складиштење и везе |
| Мушки  | 3                         | 14                            | 23                                   | 1                    | 29                            |
| Женски | 0                         | 1                             | 16                                   | 1                    | 1                             |
| УКУПНО | 3                         | 15                            | 39                                   | 2                    | 30                            |
| Пол    | Финансијско посредовање   | Некретнине                    | Државна управа и одбрана             | Образовање           | Здравствени и социјални рад   |
| Мушки  | 1                         | 2                             | 5                                    | 1                    | 10                            |
| Женски | 1                         | 1                             | 3                                    | 2                    | 6                             |
| УКУПНО | 2                         | 3                             | 8                                    | 3                    | 16                            |
| Пол    | Остале услужне активности | Приватна домаћинства          | Екстериторијалне организације и тела | Непознато            | Непознато                     |
| Мушки  | 9                         | 0                             | 0                                    | 12                   | 12                            |
| Женски | 5                         | 0                             | 0                                    | 2                    | 2                             |
| УКУПНО | 14                        | 0                             | 0                                    | 14                   | 14                            |

## Спорт
- ФК Напредак Пољана